# Geffen Records
Geffen Records је америчка дискографска кућа, коју је основао Дејвид Гефен. Власник куће је Universal Music Group.
Током година од свог оснивања, дискографска кућа је потписала и објавила плоче многих познатих извођача као што су: Елтон Џон, Кајли Миног, Енја, Шер, Guns N' Roses, Tesla, Џон Ленон, Џони Мичел, Aerosmith, Нил Јанг, Питер Гејбријел и Дона Самер; као и скорије Nirvana, Weezer, Мери Џеј Блајџ, Blink-182, Avicii, DJ Snake, Кејша Кол, Lifehouse, Бек, Нели Фуртадо, Lil Durk, Marshmello, Rise Against, Оливија Родриго, Snoop Dogg, Роб Зомби, Gryffin и Yeat.